# Черепов, Юрий Петрович
Юрий Петрович Черепов (1938—2007) — почётный механизатор угольной промышленности, бригадир горнорабочих очистного забоя шахты «Октябрьская» ПО «Ленинскуголь». Депутат Кемеровского областного Совета депутатов трудящихся (15, 19, 20 созывов). Герой Социалистического Труда.

## Биография
Родился 21 января 1938 года в г. Киселевске. В 1952 году вместе с родителями переехал жить в г. Ленинск-Кузнецкий. По окончании школы устроился на работу на шахту «Октябрьская» установщиком шахтного оборудования. С 1958 по 1964 служил в рядах Советской армии. С 1964 по 1968 — такелажник шахты «Полысаевская-2». С 1968 по 1978 — горнорабочий, бригадир бригады горнорабочих очистного забоя шахты «Октябрьская».
Автор многочисленных рекордов производительности труда. В марте 1975 года его бригада установила месячный рекорд добычи угля по комбинату «Кузбассуголь» — 141 000 тонн, а в декабре того же года впервые на руднике бригада бригада добыла за год 850 000 тонн угля. Юрий Петрович был избран делегатом XXV съезда КПСС.
В 1979 году закончил Кузбасский политехнический институт по специальности горный инженер.
С 1978 по 1980 слушатель Академии общественных наук при ЦК КПСС, г. Москва. С 1980 — заместитель заведующего организационно-партийной работы Кемеровского обкома КПСС. С 1980 по 1982 — второй секретарь Ленинск-Кузнецкого горкома КПСС. С 1982 по 1987 — первый секретарь Таштагольского горкома КПСС. С 1987 по 1989 — первый секретарь Междуреченского горкома КПСС. В 1989 году подал в отставку. Будучи в отпуске, он узнал о шахтерской забастовке в Междуреченске, которая вскоре переметнулась во все угольные бассейны СССР. Оставаться во главе городской парторганизации Ю. П. Черепов счел делом бессмысленным.
С 1990 года до 2003 года возглавлял поисково-спасательную службу. Скончался 2 февраля 2007 года. Похоронен в г. Междуреченске.

## Награды
- В 1977 году за высокие производственные успехи в выполнении государственных планов и социалистических обязательств Черепову Ю.П. присвоено звание Героя Социалистического Труда.
- Два ордена Ленина, золотая медаль «Серп и Молот», медаль «За трудовую доблесть», медаль «За освоение целинных земель», медаль «Ветеран труда», полный кавалер знака «Шахтёрская слава».

## Память
В 2007 году МОУ «Вечерняя школа № 5» присвоено имя Героя Социалистического Труда, полного кавалера ордена «Шахтерская слава», кавалера двух орденов Ленина, выпускника Школы рабочей молодежи № 5 Юрия Петровича Черепова. На здании установлена мемориальная доска.